# Ehi Sunni
L'Ehi Sunni est un volcan du Tchad situé dans le massif du Tibesti et culminant à 2 820 mètres d'altitude. Il s'agit d'un dôme de lave isolé.